# 堪薩斯訴亨德里克斯案
堪薩斯訴亨德里克斯案（Kansas v. Hendricks，521 U.S. 346 (1997)），是美國最高法院的一宗判例，最高法院在該案中制定了對因精神異常而被視有危險性狀態的性犯罪者、將予進行無限期的緊急治療程序。

## 外部連結
- Kansas v. Hendricks, 521（英语：List of United States Supreme Court cases, volume 521） U.S. 346 (1997)的文本可参见：Justia · Findlaw · Cornell
- Kansas v. Crane, Michael
- Kansas v. Hendricks （页面存档备份，存于）
- United States of America v. Jason M. Weed, appeal decision